# Soroksár SC
Soroksár SC is een Hongaarse voetbalclub uit Soroksár, dat een onderdeel is van de hoofdstad Boedapest. De clubkleuren zijn zwart en geel, thuiswedstrijden worden gespeeld in het Szamosi Mihály Sporttelep. 

## Geschiedenis
De voorganger van Soroksár SC is Soroksár AC. Die werd opgericht in 1905. En wist in het seizoen van 1933-34 de Hongaarse voetbalbeker te winnen. De huidige club is op gericht op 23 februari 1999.
Het beste resultaat van de club is een vierde plaats in de Nemzeti Bajnokság II. 

## Eindklasseringen vanaf 2001
| 1 |

| 3 |

| 8 |

| 8 |

| 7 |

| 6 |

| 6 |

| 9 |

| 15 |

| 3 |

| 9 |

| 11 |

| 5 |

| 1 |

| 1 |

| 9 |

| 9 |

| 4 |

| 8 |

| 7 |

| 10 |

| 8 |

| 5 |

| 7 |

| 11 |

| NB II | NB III | Megyei I |